# Любомін (Нижньосілезьке воєводство)
Любомін (пол. Lubomin) — село в Польщі, у гміні Старі Боґачовиці Валбжиського повіту Нижньосілезького воєводства.
Населення — 378 осіб (2011).
У 1975-1998 роках село належало до Валбжиського воєводства.

## Демографія
Демографічна структура станом на 31 березня 2011 року:
|          | Загалом | Допрацездатний вік | Працездатний вік | Постпрацездатний вік |
| -------- | ------- | ------------------ | ---------------- | -------------------- |
| Чоловіки | 179     | 36                 | 123              | 20                   |
| Жінки    | 199     | 38                 | 113              | 48                   |
| Разом    | 378     | 74                 | 236              | 68                   |

## Галерея

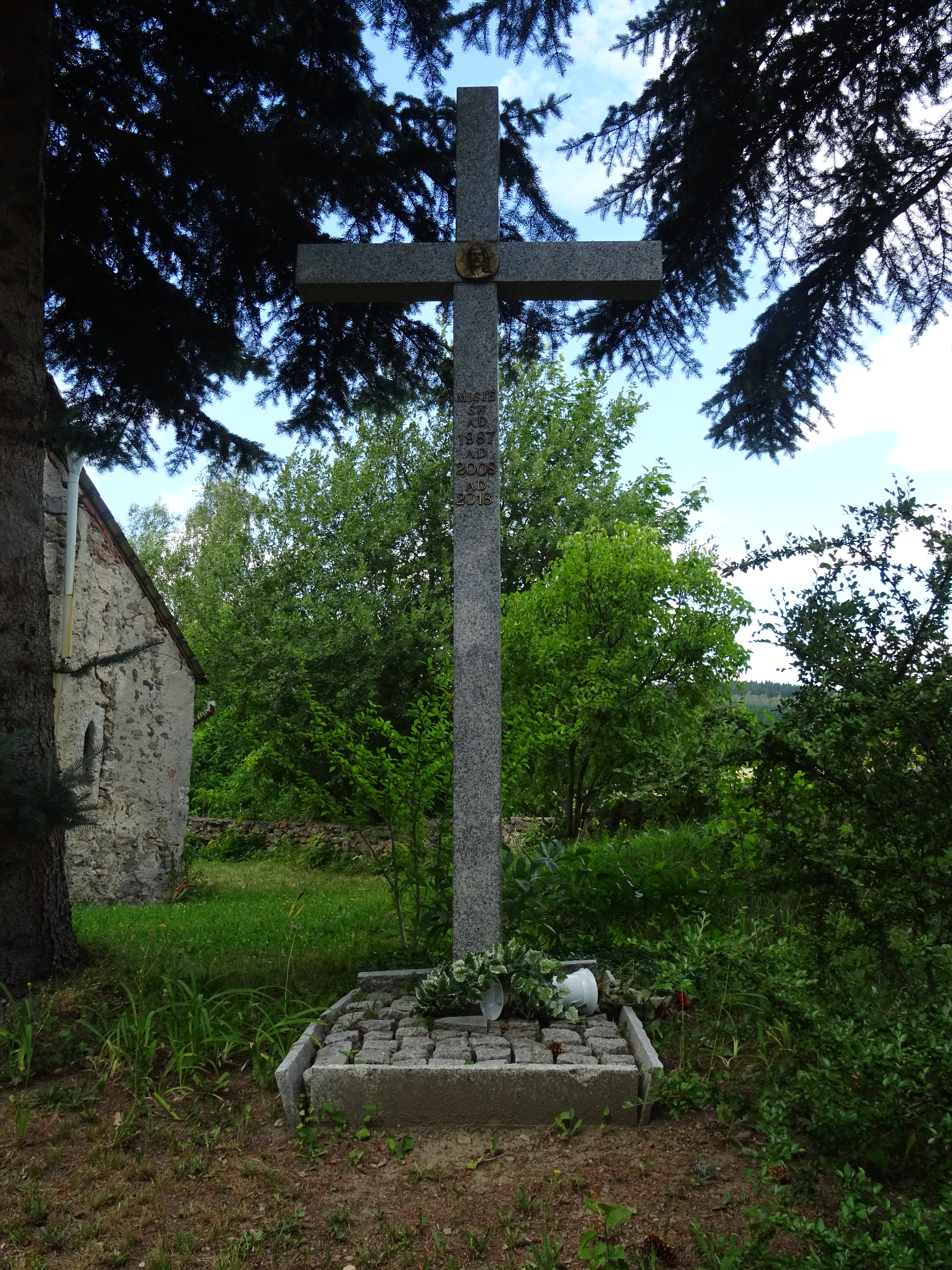
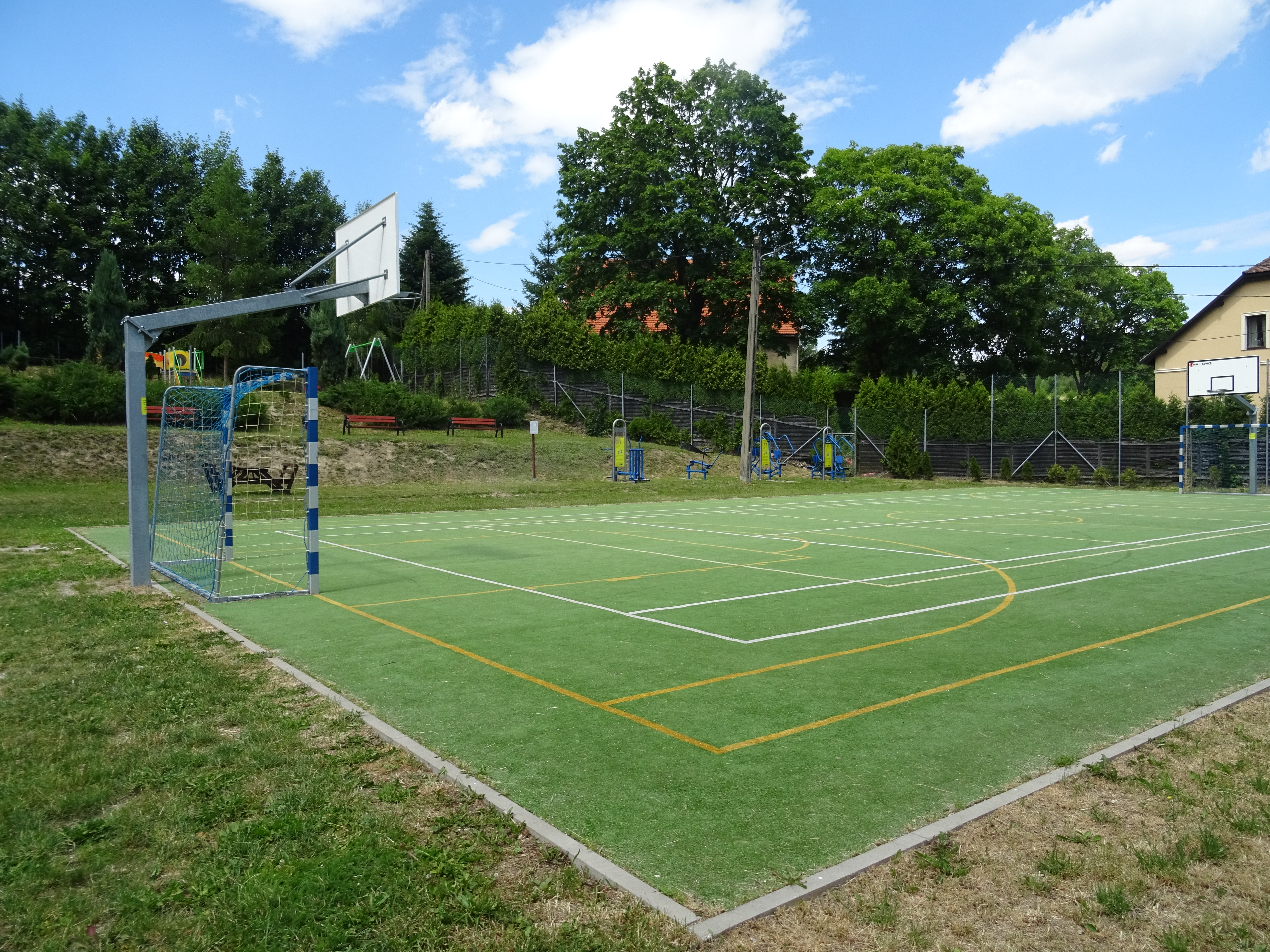
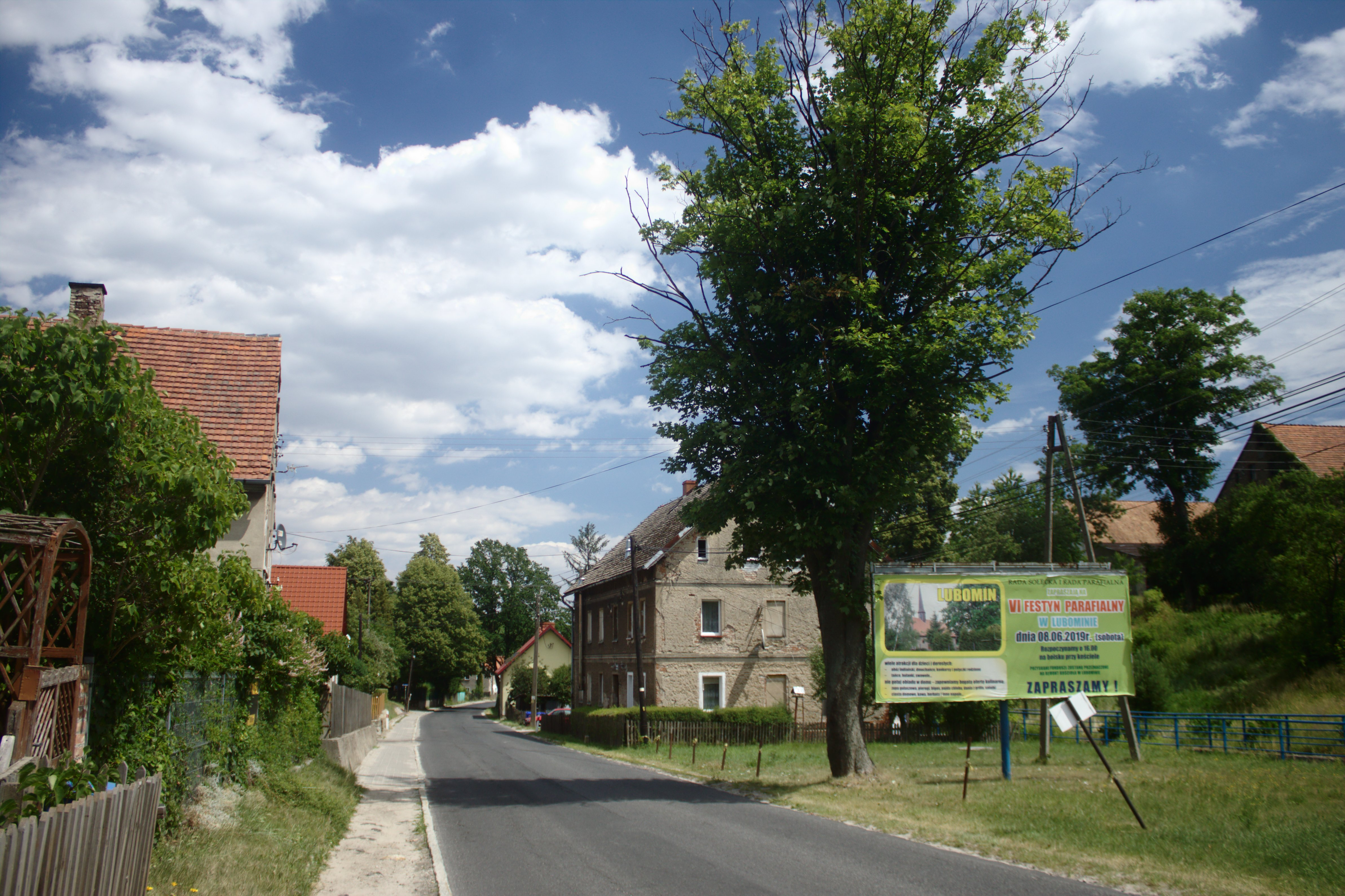
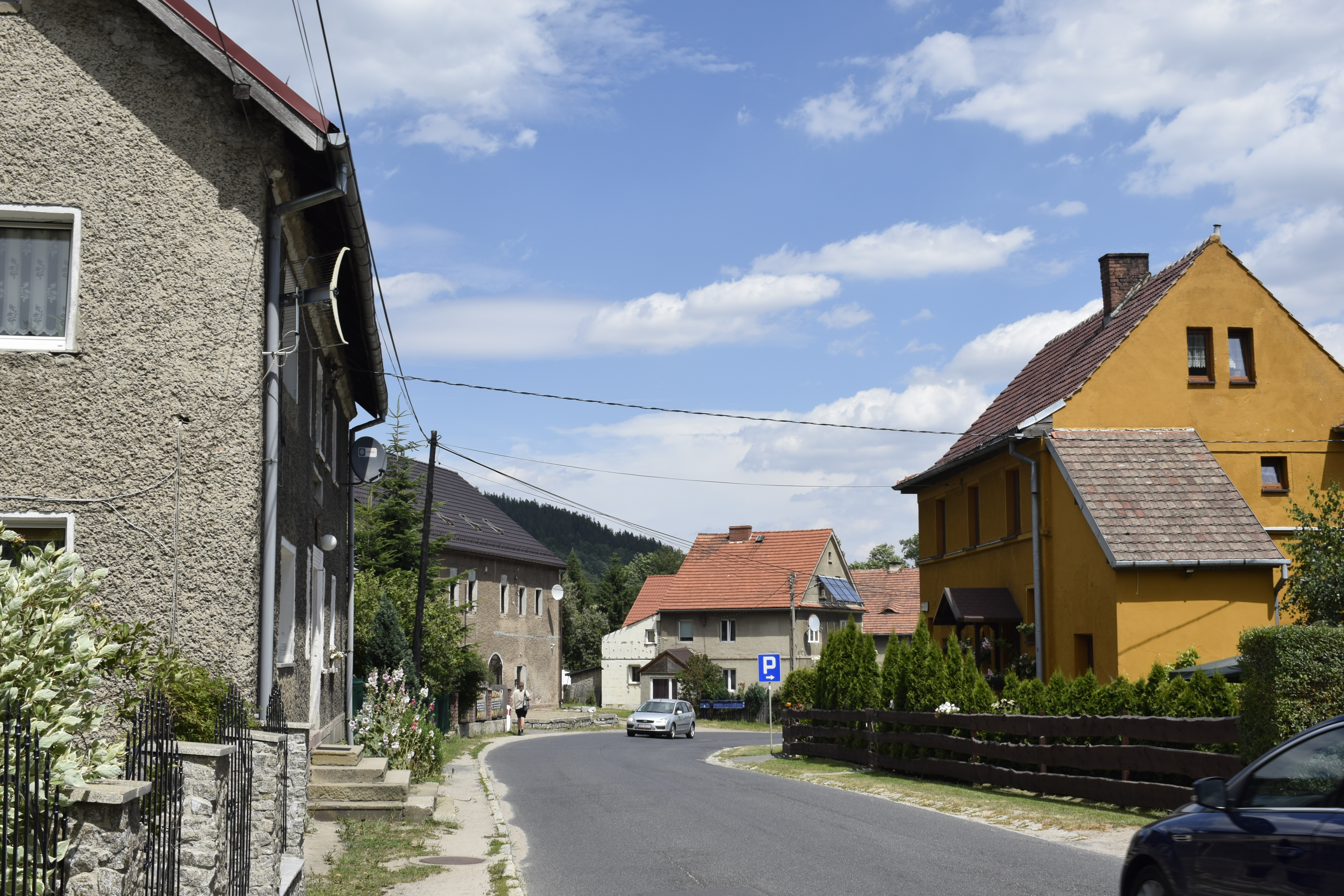